# 亞納哈哈山
13°47′29″S 71°6′57″W / 13.79139°S 71.11583°W
亞納哈哈山（Yanajaja），是玻利維亞的山峰，位於該國南部庫斯科大區的坎奇斯省和基斯皮坎奇省，屬於安第斯山脈中維爾卡潘帕山脈的一部分，海拔高度約5,550米。